# Nödinge församling
Nödinge församling är en församling i Göta Älvdalens kontrakt i Göteborgs stift. Församlingen ligger i Ale kommun i Västra Götalands län och utgör ett eget pastorat.

## Administrativ historik
Församlingen har medeltida ursprung. 
Församlingen var till 1938 annexförsamling i pastoratet Starrkärr, Kilanda och Nödinge som till 1663 även omfattade Östads församling för att därefter från 1938 utgöra ett eget pastorat.

## Kyrkobyggnader
- Nödinge kyrka
- Surte kyrka

### Fotnoter
1. ↑  Nationell Arkivdatabas Referenskod: SE/152101000, läst: 12 augusti 2018.[källa från Wikidata]
2. 1 2  Medlemmar i Svenska kyrkan i förhållande till folkmängd den 31.12.2019 per församling, kommun och län samt riket, Svenska kyrkan, läs online.[källa från Wikidata]
3. ↑  ”Förteckning (Sveriges församlingar genom tiderna)”. Skatteverket. 1989. http://www.skatteverket.se/privat/folkbokforing/omfolkbokforing/folkbokforingigaridag/sverigesforsamlingargenomtiderna/forteckning.4.18e1b10334ebe8bc80003999.html. Läst 17 december 2013.